# Quatre-vingt-cinq martyrs d'Angleterre et de Galles
 (juillet 2024).
Pour un article plus général, voir Martyrs d'Angleterre et du pays de Galles.

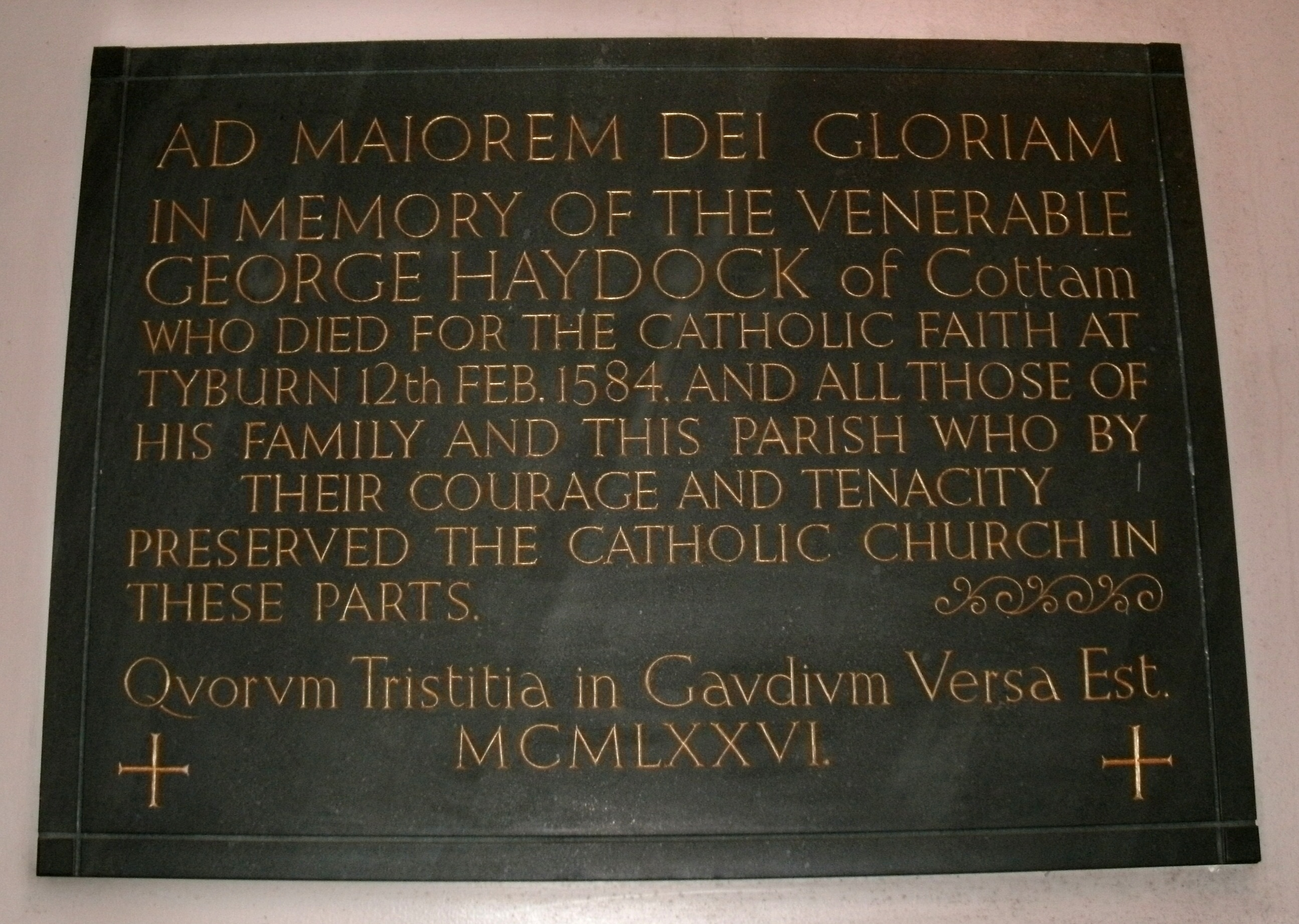
Une plaque en l'honeur de George Haydock, l'un des martyrs catholiques béatifiés. (Eglise Saint Andrew's et bienheureux George Haydock, Cottam, Lancashire, Royaume-Uni).

Les Quatre-vingt-cinq martyrs d'Angleterre et de Galles constituent un groupe de martyrs catholiques béatifiés par le pape Jean-Paul II le 22 novembre 1987. Ils furent choisis parmi des prêtres et des hommes de loi exécutés entre 1584 et 1679.

## Liste
- John Adams
- Thomas Atkinson
- Edward Bamber
- George Beesley
- Arthur Bell
- Thomas Belson
- Robert Bickerdike
- Alexander Blake
- Marmaduke Bowes
- John Bretton
- Thomas Bullaker
- Edward Burden
- Roger Cadwallador
- William Carter
- Alexander Crowe
- William Davies
- Robert Dibdale
- George Douglas
- Robert Drury
- Edmund Duke
- George Errington
- Roger Filcock
- John Fingley
- Matthew Flathers
- Richard Flower
- Nicholas Garlick
- William Gibson
- Ralph Grimston
- Robert Grissold
- John Hambley
- Robert Hardesty
- George Haydock
- Henry Heath
- Richard Hill
- John Hogg
- Richard Holiday
- Nicolas Horner
- Thomas Hunt
- Thurstan Hunt
- Francis Ingleby
- William Knight
- Joseph Lambton
- William Lampley
- John Lowe
- Robert Ludlam
- Charles Meehan
- Robert Middleton
- George Nichols
- John Norton
- Robert Nutter
- Edward Osbaldeston
- Anthony Page
- Thomas Palaser
- William Pike
- Thomas Pilchard
- Thomas Pormort
- Nicolas Postgate
- Humphrey Pritchard
- Christopher Robinson
- Stephen Rowsham
- John Sandys
- Montford Scott
- Richard Sergeant
- Richard Simpson
- Peter Snow
- Guillaume Southerne
- William Spenser
- Thomas Sprott
- John Sugar
- Robert Sutton
- Edmund Sykes
- John Talbot
- Hugh Taylor
- Richard Sergeant
- Robert Thorpe
- John Thules
- Edward Thwing
- Thomas Watkinson
- Henry Webley
- Christopher Wharton
- Thomas Whittaker
- John Woodcock
- Nicolas Woodfen
- Roger Wrenno
- George Nichols